# Sebastián Piñera
Miguel Juan Sebastián Piñera Echenique (født 1. december 1949, død 6. februar 2024) var en chilensk forretningsmand og politiker, der var Chiles præsident fra 2010 til 2014, samt igen fra 2018 til 2022. Piñera tilhørte partiet Renovación Nacional (National Fornyelse), et centrum-højre parti. 
Piñera blev valgt i anden runde af præsidentvalget 2009-10, som blev gennemført 17. januar 2010. Han tiltrådte officielt posten den 11. marts 2010 og trådte tilbage 11. marts 2014. Præsidenten må ikke sidde i mere end en sammenhængende periode. Den 17. december 2017 blev Sebastián Piñera genvalgt til at være Chiles præsident for endnu en periode.
Piñera var søn af en kristendemokratisk politiker og diplomat. Han studerede erhvervsøkonomi på Pontificia Universidad Católica de Chile og økonomi på Harvard University. På tidspunktet for sin død havde han ifølge Forbes en anslået nettoformue på 2,7 milliarder dollars, hvilket gjorde ham til den tredje rigeste person i Chile og den 1177. rigeste person i verden.
Han var medlem af det liberal-konservative parti Renovación Nacional og var senator for det østlige Santiago-distrikt fra 1990 til 1998. Piñera stillede op til præsidentvalget i 2005, som han tabte til Michelle Bachelet, men han vandt præsidentvalget i 2010 og blev dermed han den første konservative præsident i Chile, der var demokratisk valgt siden 1958, og den første siden Augusto Pinochets afgang i 1990.

## Død
Piñera var pilot i en helikopter af typen Robinson R44 som kl. 15.30 lokal tid den 6. februar 2024, et par minutter efter takeoff, styrtede ned i søen Lago Ranco i provinsen El Ranco i Los Rios-regionen. Ifølge La Nación overlevede han selve styrtet, men var bevidstløs og druknede i søen. Tre andre personer om bord overlevede. Piñeras lig blev efterfølgende bjærget af den chilenske flåde.
Chiles præsident Gabriel Boric erklærede efter ulykken tre dages landesorg indtil Piñeras begravelse 9. februar 2024.